# Initiative Frieden und Menschenrechte
Die Initiative Frieden und Menschenrechte (IFM) war eine der Bürgerbewegungen in der DDR, die die Wende und friedliche Revolution wesentlich mitprägten. Sie wurde am 24. Januar 1986 offiziell gegründet und ist damit eine der ältesten Gruppen der Bürgerrechtsbewegung in der DDR.

## Vor der friedlichen Revolution
Der Verein ging aus einem Menschenrechtsseminar in Ost-Berlin 1985 hervor. Zu den Gründungsmitgliedern gehörten Bärbel Bohley, Martin Böttger, Werner Fischer, Peter Grimm, Ralf Hirsch, Gerd Poppe, Ulrike Poppe, Wolfgang Templin und Reinhard Weißhuhn. Die Initiative hatte eine nur lockere Organisationsstruktur; in der Anfangszeit bestand sie aus circa 24 Mitgliedern. Sie nutzte zwar auch die kirchliche Öffentlichkeit, verstand sich aber von Beginn an als unabhängig von der Kirche und hatte damit eine Sonderstellung innerhalb der Menschenrechts- und Demokratiebewegung in der DDR inne. Hauptziele waren die Wahrung der Menschenrechte und die Friedenssicherung. Die Initiative setzte sich für Abrüstung und „Entmilitarisierung“ ein und wendete sich gegen jede Art von autoritärer Struktur, gegen die Verherrlichung von Gewalt und gegen die Ausgrenzung von Minderheiten und Ausländern. Die Positionen wurden unter anderem in der illegalen Zeitschrift grenzfall veröffentlicht.
Im Februar 1986 spaltete sich der sozialrevolutionäre Flügel um Thomas Klein und Reinhard Schult ab und gründete die Gruppe Gegenstimmen.
Im Januar 1988 wurden mehrere Mitglieder der IFM im Zusammenhang mit der Liebknecht-Luxemburg-Demonstration in Berlin verhaftet und anschließend in den Westen abgeschoben. Ralf Hirsch wurde ausgebürgert.
Als im November 1988 der rumänische Diktator Nicolae Ceaușescu zu einem Besuch in die DDR eingeladen wurde, organisierten Bürgerrechtler in der Gethsemanekirche einen Rumänienabend, um auf die Verletzung der Grundrechte und die katastrophale Versorgungslage in Rumänien aufmerksam zu machen. Anschließend wurden mehrere Mitglieder der IFM während des Ceaușescu-Besuchs unter Hausarrest gestellt.
Diese und weitere „Zersetzungsmaßnahmen“ der Stasi erschwerten die Arbeit der IFM in der Folgezeit erheblich. Im März 1989 öffnete sich die IFM zu einer DDR-weiten Oppositionsgruppe.

## Während der friedlichen Revolution 1989
Am 11. März 1989 gab die Initiative Frieden und Menschenrechte als erste Oppositionsgruppe ihre DDR-weite Ausdehnung bekannt. Während der friedlichen Revolution 1989 wurde die Initiative Frieden und Menschenrechte wieder voll aktiv. Ihre Mitgliederzahl war allerdings im Vergleich zu den neuen Oppositionsgruppen und Parteien eher bescheiden.
Am 28. Oktober 1989 fand in Ost-Berlin das erste reguläre ostdeutschlandweite Treffen der Initiative Frieden und Menschenrechte (IFM) statt. Auf ihm wurden Werner Fischer (Berlin), Gerd Poppe (Berlin) und Thomas Rudolph (Leipzig) für sechs Monate zu den drei DDR-Sprechern gewählt.
Die IFM war mit zwei Mitgliedern am Runden Tisch beteiligt und stellte mit Gerd Poppe ab Februar 1990 in der Regierung Modrow einen Minister ohne Geschäftsbereich.
Zur ersten freien Volkskammerwahl am 18. März 1990 ging die IFM mit dem Neuen Forum und Demokratie Jetzt, die sehr ähnliche politische Ziele verfolgten, ein Wahlbündnis unter dem Namen Bündnis 90 ein. Die Listenverbindung Bündnis 90 erzielte am Wahltag 2,9 % der Stimmen und errang 12 Sitze in der Volkskammer. Für die Initiative Frieden und Menschenrechte saßen Marianne Birthler und Gerd Poppe in der Fraktion Bündnis 90/Grüne, zu der sich die Abgeordneten des Bündnis 90 mit denen der Grünen Partei in der DDR zusammengeschlossen hatten.
Zu den ersten gesamtdeutschen Wahlen am 2. Dezember 1990 zum Bundestag trat die IFM gemeinsam mit dem Neuen Forum, Demokratie Jetzt, dem Unabhängigen Frauenverband (UFV) und der Partei „Die Grünen“ in der Listenvereinigung Bündnis 90/Grüne – BürgerInnenbewegung (B90/Gr) an. Diese erzielte in den neuen Ländern acht Mandate, unter denen Gerd Poppe der einzige Vertreter der IFM war.

## Spätere Entwicklung
Im September 1991 ging die Initiative Frieden und Menschenrechte in der neu gegründeten Bürgerbewegung Bündnis 90 auf, das bis dahin die Bezeichnung für unterschiedliche Wahlbündnisse gewesen war und nun die IFM, Demokratie Jetzt und Teile des Neuen Forums in sich vereinigte. Im Mai 1993 erfolgte der Zusammenschluss von Bündnis 90 mit den Grünen zur Partei Bündnis 90/Die Grünen.